# Zygmunt Franciszek Cybulski
Zygmunt Franciszek Cybulski (ur. 31 lipca 1939 w Dąbrowie Górniczej, zm. 29 stycznia 2008 tamże) – trener i sędzia koszykówki. Działacz sportowy i propagator koszykówki na terenie Zagłębia Dąbrowskiego.

## Życiorys

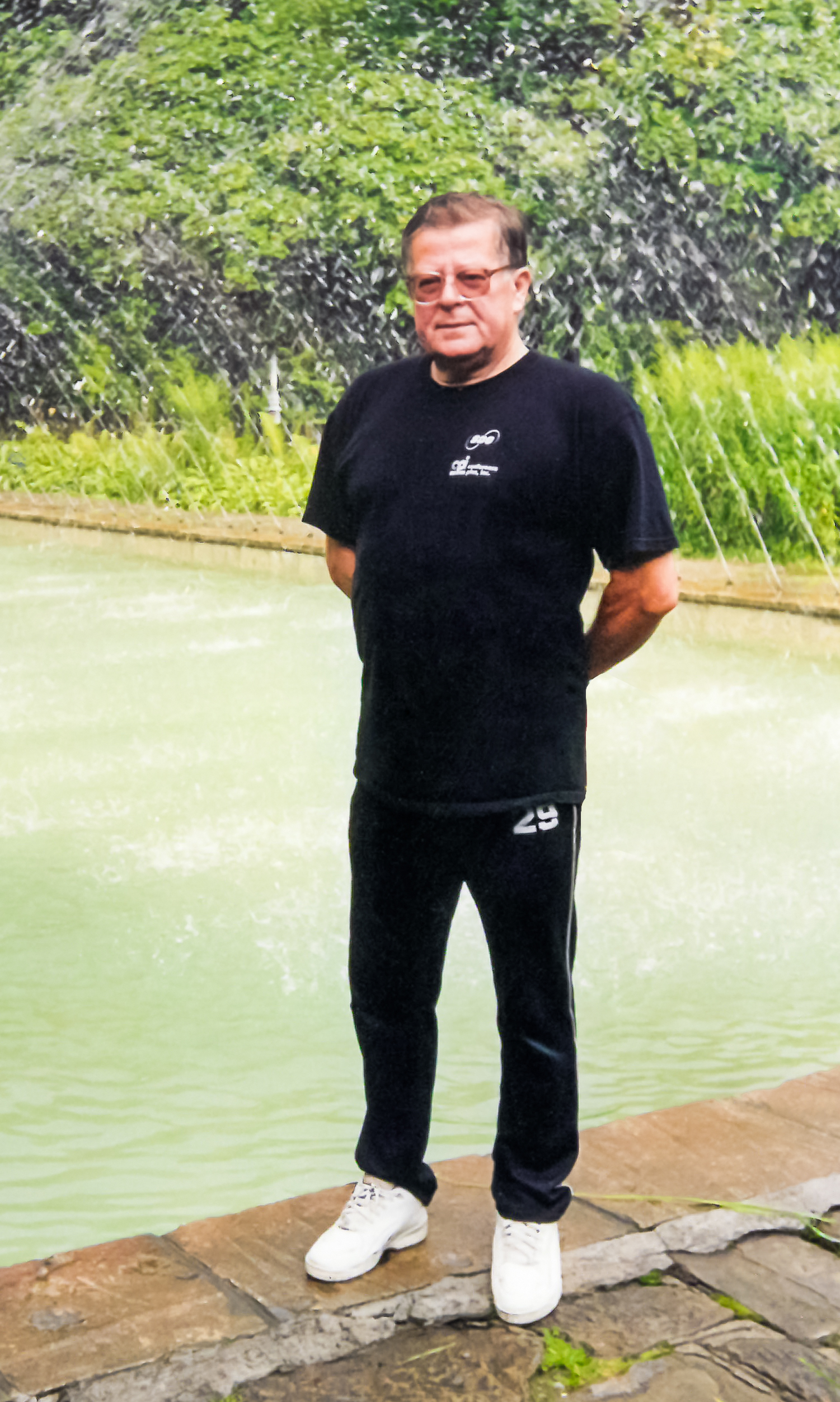
Cybulski w 2002

Będąc zawodnikiem sekcji lekkoatletycznej Zrywu Katowice, przez pomyłkę został wysłany na obóz treningowy koszykarzy. Zdarzenie to wpłynęło na jego decyzję o związaniu się z tą dyscypliną sportu, najpierw jako zawodnik, potem trener i sędzia. Zdobył uprawnienia instruktorskie w zakresie koszykarskim na współczesnej Akademii Wychowania Fizycznego w Katowicach. W 1970 zakończył czynną karierę sportową i skoncentrował się na pracy trenerskiej. Do 2003 roku prowadził grupy żeńskie i męskie w różnych kategoriach wiekowych: seniorów, kadetów, juniorów i młodzików kolejno w klubach GKS Dąbrowa Górnicza, SKS Skra Dąbrowa Górnicza, RKS Zagłębie Dąbrowa Górnicza, MKS Dąbrowa Górnicza. Był sędzią Okręgowego Związku Koszykówki. W pracy trenerskiej podkreślał wychowawczą rolę sportu. W 2021 roku w ramach Zagłębia Talentów powstał film Zygmunt Cybulski – więcej niż trener. W październiku 2021 Hala Widowiskowo-Sportowa Centrum została nazwana imieniem Zygmunta Cybulskiego. We wrześniu 2022 odbyła się oficjalna uroczystość odsłonięcia tablicy pamiątkowej patrona.

## Edukacja
Absolwent Państwowej Szkoły Górniczej i Hutniczej, późniejszej „Sztygarki” w Dąbrowie Górniczej oraz Akademii Górniczo Hutniczej w Krakowie.

## Życie prywatne
Był żonaty, miał dwie córki.